# Мур, Джерри (бейсболист)
Джеремайя Эс Мур (англ. Jeremiah S. Moore; 1855, Уинсор, Канада — 26 сентября 1890, Уэйн, Мичиган) — американский бейсболист, играл на позиции кэтчера. Выступал за команду Объединённой ассоциации «Алтуна Маунтин Ситиз» и клубы Национальной лиги «Кливленд Блюз» и «Детройт Вулверинс».

## Биография
В 1884 году Мур был ведущим питчером команды «Алтуна Маунтин Ситиз», выступавшей в недолго существовавшей Объединённой ассоциации. После роспуска организации в том же году он играл за команду из Гранд-Рапидса в Северо-Западной лиге, а затем вместе с питчером Джоном Хенри перешёл в клуб Национальной лиги «Кливленд Блюз». После окончания сезона команда прекратила своё существование. В 1885 году Мур играл за «Детройт Вулверинс», где был третьим кэтчером команды после Чарли Беннетта и Дикона Макгуайра. В течение следующих трёх лет он выступал в чемпионате Международной ассоциации, а также провёл несколько игр за команду Лиги штата Джорджия из Мейкона.
Джерри Мур скончался 26 сентября 1890 года в Уэйне в штате Мичиган.